# Dryopteris × correllii
Dryopteris × correllii là một loài dương xỉ trong họ Dryopteridaceae. Loài này được W.H.Wagner & A.V.Gilman mô tả khoa học đầu tiên năm 2001.
Danh pháp khoa học của loài này chưa được làm sáng tỏ. 